# Руперт (Вюрцбург)
Руперт (на немски: Rupert; † 11 октомври 1106, по пътя за Гуастала) е от 1105 до 1106 г. гегенепископ в епископство Вюрцбург.

## Биография
След смъртта на Емехард Хайнрих IV с помощта на епископа на Бамберг Ото поставя канцер Ерлунг като епископ. Той е изгонен през юли 1105 г. от Хайнрих V и е поставен катедралният клерик Руперт. Епископът на Майнц Рутхард го одобрява. Руперт е изгонен от Хайнрих IV, но след отказа на Ерлунг през октомври 1105 г. отново е поставен за епископ от Хайнрих V.
Руперт участва в имперското събрание в Майнц от 5 януари 1106 г. Той умира на 11 октомври 1106 г. по пътя за църковния събор в Гуастала.